# Cubzac-les-Ponts
 Cubzac-les-Ponts egy francia település Gironde megyében az Aquitania régióban. Lakosainak száma 2637 fő (2022. január 1.).

## Adminisztráció
Polgármesterek:
- 2008–2020 Alain Tabone

## Demográfia
| Lakosok száma | 987  | 1398 | 1701 | 1910 | 2302 | 2379 | 2466 | 2501 | 2531 | 2637 |
|               | 1968 | 1982 | 1990 | 2006 | 2013 | 2015 | 2017 | 2019 | 2020 | 2022 |

## Látnivalók
- Le château des Quatre Fils Aymon
- Gustave Eiffel híd
- Chemin de Fer híd
- Saint-Julien templom